# Herzliya Chess Club
Herzliya Chess Club – izraelski klub szachowy z siedzibą w Herclijji, dwukrotny mistrz kraju kobiet.

## Historia
Klub został założony w 1975 roku. W 2007 roku zajął trzecie miejsce w Lidze Leumit. W 2008 roku spadł z ligi, wrócił do niej w sezonie 2010. W 2014 roku nastąpił ponowny spadek, a w roku 2016 – powrót do Ligi Leumit. W 2022 roku po raz kolejny Herzliya Chess Club spadł z ligi, a powrócił do niej w roku 2024. 
Zespół trzykrotnie występował w Pucharze Europy, zajmując 6. miejsce w sezonie 1997 oraz 26. w latach 2001 i 2007.
W latach 2004 i 2006 zespół zdobył mistrzostwo Izraela kobiet. Ponadto klub sześciokrotnie uczestniczył w Pucharze Europy kobiet, debiutując w 2004 roku. Zespół zajął wówczas szóste miejsce, w sezonie 2014 był ósmy w klasyfikacji, w latach 2006 i 2010 był dziewiąty, w roku 2015 dwunasty, a w sezonie 2008 zajął szesnaste miejsce.
Zawodnikami klubu byli m.in.: Thal Abergel, Thomas Beerdsen, Awigdor Bychowski, Izrael Caspi, Erald Dervishi, Toms Kantans, Ronen Lew, Eran Liss, Ilan Manor, Ella Pitam, Jewgienij Postny, Lew Psachis, Gad Rechlis, Ram Soffer, Peter Wells, Dow Zifroni, Jakow Zilberman i Dan Zoler.